# NGC 478
NGC 478 est une galaxie spirale située dans la constellation de la Baleine. NGC 478 a été découverte par l'astronome américain Francis Leavenworth en 1886.

## Caractéristiques
Sa vitesse par rapport au fond diffus cosmologique est de 6 503 ± 119 km/s, ce qui correspond à une distance de Hubble de 95,9 ± 6,7 Mpc (∼313 millions d'al).